# William Fielding Ogburn
William Fielding Ogburn (29. června 1886 – 27. dubna 1959) byl americký sociolog. Jeho nejznámějším konceptem je tzv. kulturní mezera, kterýžto pojem definoval v roce 1922 v knize Social change with respect to culture and original nature. Kulturní mezera vzniká mezi různými složkami kultury, například mezi technickým pokrokem a legislativou, které se každá vyvíjí jinou rychlostí.